# 단고테 그룹
단고테 그룹(Dangote Group)은 알리코 단고테가 설립한 나이지리아 다국적 산업 복합기업이다. 이 그룹은 서아프리카에서 가장 큰 복합기업이며 아프리카 대륙에서 가장 큰 기업 중 하나이다. 이 그룹은 3만 명 이상의 직원을 고용하고 있으며, 2017년에는 US$4.1억을 초과하는 매출을 기록했다.

## 역사
이 회사는 1981년 무역 회사로 설립되어 설탕, 시멘트, 쌀, 수산물 및 기타 소비재를 수입하여 나이지리아 시장에 유통했다. 이 그룹은 1990년대에 제조업에 진출하여 섬유를 시작으로 10년 말에는 밀가루 제분, 소금 가공, 설탕 정제로 사업을 확장했다. 이후 회사는 시멘트 생산에 뛰어들어 빠르게 성장하며 다른 아프리카 국가들로 진출했다. 높은 수준의 수직 통합은 단고테 그룹의 운영 전략의 특징이다.
이 그룹은 현재 10개 아프리카 국가에서 운영되는 18개 이상의 자회사를 소유하고 운영하고 있다. 단고테 시멘트는 이 자회사 중 하나이며 나이지리아 증권 거래소에 상장되어 있으며, 시가총액이 전체 거래소 시가총액의 거의 20%를 차지한다. 단고테 그룹은 라고스에 본사를 두고 있다.
2016년, 단고테는 CNOOC 그룹과 대규모 해저 파이프라인 설치 계약을 체결했다. 이 파이프라인은 완공되면 보니 (리버스주)에서 오게데그베, 올로콜라를 거쳐 레키 및 에스크라보스 라고스 파이프라인으로 연결되며, 최종적으로는 서아프리카 가스 파이프라인에 종착하게 된다.

## 개요
단고테 그룹은 1970년대 후반 알리코 단고테가 할아버지에게 3,000달러를 대출받아 설탕 및 기타 소비재를 거래하는 사업을 시작하면서 설립되었다. 이후 이 그룹은 점차 쌀과 같은 다른 상품 거래로 확장했다. 1981년, 그는 단고테 나이지리아 리미티드와 블루 스타 서비스라는 두 개의 사업체를 설립했는데, 이 시기는 대량 상품을 수입하기 위해 수입 면허가 필요했던 때로, 이 회사는 철강, 유아식, 알루미늄 제품 등 다양한 상품에 대한 수입 면허를 획득하려고 노력했다. 그는 그 후 해운 및 시멘트 수입을 그룹 포트폴리오에 추가했다. 단고테는 아프리카 시멘트의 대부분을 수입하고 생산하는 프랑스 회사인 라파즈와 경쟁했다(그리고 경쟁하고 있다).
1986년에 수입 면허 시대가 중단되자, 이 회사는 소금, 설탕, 쌀의 대량 수입에 집중하고 점차 시멘트 사업을 줄여나갔다.

### 제조
이 그룹의 첫 번째 제조업 진출은 1989년 텍스타일 밀스 리미티드와 함께 시작되었으며, 카노의 섬유 직조 공장과 라고스에 있는 나이지리아 텍스타일 밀스 리미티드의 공장 두 곳을 운영했다. 1997년부터 섬유 부문의 쇠퇴에 따라 이 회사는 설탕 정제 및 밀가루 제분과 같이 나이지리아로 수입하던 소비재 제조업에 집중했으며, 전자의 경우 브라질과 유럽에서 수입되는 제품과 경쟁했다. 나이지리아에서 가장 큰 설탕 유통업체 중 하나인 단고테 설탕 정제소는 1999년에 현지 생산을 시작했다. 후방 통합 전략은 파스타 공장의 설립과 파스타 제조용 원료 공급을 위한 밀가루 제분소로 이어졌다. 이 회사는 그 후 코기주 오바자나에 시멘트 제조 사업에 투자했으며, 공격적인 전략으로 오바자나 공장은 500만 톤의 시멘트를 생산하기 시작했다. 이 그룹은 그 후 오군주 이베쉐에 또 다른 시멘트 사업에 자금을 투자하여 지역 제조업 부문을 약 250만 톤에서 최대 800만 톤으로 끌어올렸다. 국내의 경제적, 정치적 위험을 줄이기 위해 이 그룹은 나이지리아를 넘어 확장할 기회를 찾기 시작했다. 이 회사의 전략은 아프리카 국가에 시멘트 공장을 건설하고 인수하는 대륙 확장으로 초점을 맞췄다.
오늘날 단고테 그룹은 라고스에 본사를 둔 다각화된 복합기업으로, 아프리카의 다양한 부문에 걸쳐 사업을 운영하고 있다. 현재 관심 분야는 시멘트, 설탕, 밀가루, 소금, 조미료, 파스타, 음료 및 부동산이며, 석유 및 천연가스, 통신, 비료 및 철강 분야에서 새로운 프로젝트가 개발 중이다. 나이지리아와 아프리카의 다른 지역에서 경쟁하는 기업으로는 스탤리온 그룹이 있다.

## 자회사

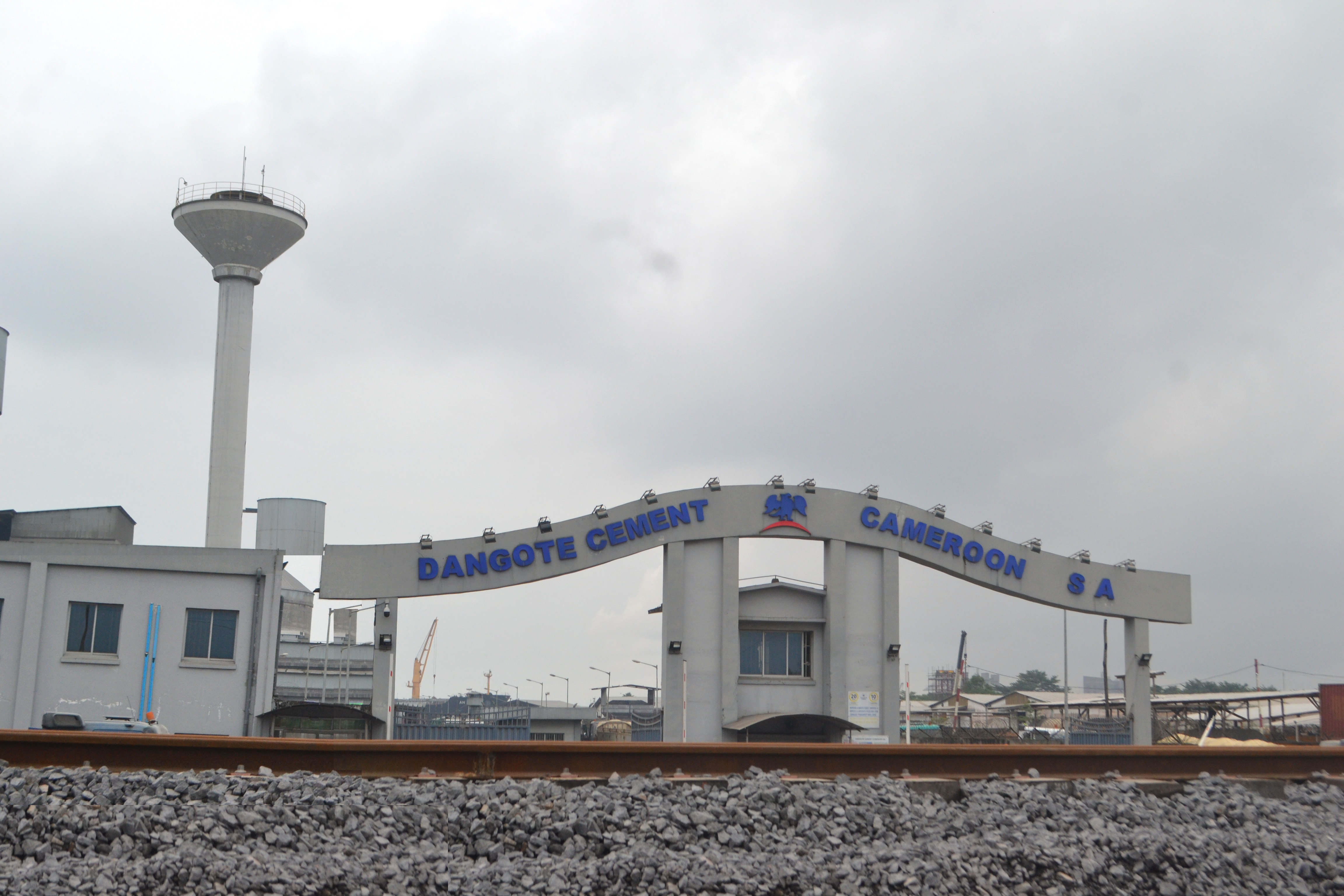
카메룬 두알라에 있는 단고테 시멘트 본사 입구

단고테 시멘트는 아프리카에서 가장 큰 시멘트 생산 회사로, 나이지리아 증권 거래소에서 약 140억 미국 달러의 시가총액을 가지고 있으며, 베냉, 카메룬, 가나, 나이지리아, 남아프리카 공화국 및 잠비아에 자회사를 두고 있다. 2010년 12월, 이 그룹은 잠비아 정부와 잠비아에 4억 미국 달러 규모의 시멘트 공장을 건설하는 계약을 체결했다. 이 공장은 2015년에 완공되었으며 은돌라에 위치해 있다. 이 공장은 시장에서 낮은 등급이지만 지배적인 32.5 등급 제품과 경쟁하기 위해 42.5 등급 시멘트를 생산하며, 새로운 공장은 연간 150만 미터톤의 시멘트를 생산할 것으로 예상된다.
단고테 설탕은 이 그룹의 또 다른 주요 자회사로, 부아 설탕 및 골든 설탕 회사와 경쟁한다. 단고테 설탕은 사하라 이남 아프리카에서 가장 큰 설탕 정제 회사이다.

### 석유화학
이 그룹은 또한 석유 및 가스 관련 사업으로 다각화하여 300만 톤 규모의 비료 공장, 65만 배럴의 석유를 정제할 수 있는 정유 공장, 그리고 석유화학제품 사업을 설립했다. 단고테 정유는 2023년 5월에 가동되었으며, 완전 가동 시 세계에서 가장 큰 단일 트레인 정유 공장이 될 것이다.

## 나이지리아 사업
| 기업                           | 분야        |
| ------------------------------ | ----------- |
| Dangote Sugar                  | 소비재      |
| Dangote Pasta                  | 소비재      |
| National Salt Company (NASCON) | 소비재      |
| Dangote Classic Seasoning      | 소비재      |
| Dangote Oil and Gas            | 사업 지원   |
| Dansa Foods                    | 농업 관련   |
| Dangote Transportation         | 물류        |
| Dangote Agro-sacks             | 사업 지원   |
| Greenview Development          | 항만 관리   |
| Savannah Sugar                 | 농업 관련   |
| MHF Properties                 | 부동산 개발 |

## 같이 보기
- 단고테 재단
- 알리코 단고테
- 단고테 시멘트
- 할리마 단고테